# Blops (álbum de 1980)
Blops es el "cuarto álbum" de la banda chilena Los Blops, el que algunos consideran como no oficial, y fue grabado en Iquique en 1979 y lanzado en casete en 1980 a través del sello Producciones Carrero M. R., es conocido en ocasiones como Iquique.
Este casete se divide en dos lados. El lado «A», subtitulado 1980, incluye cinco temas grabados en 1979; y el lado «B», subtitulado 1970, cinco temas grabados en la década de los 70.
El disco surge producto de la firma de un contrato, por parte de Los Blops, con la empresa Sony-Cantolla para hacer la banda sonora de un documental, el que finalmente nunca se realizó.
Con respecto al material grabado, en una entrevista Eduardo Gatti rememora:

«Hay un material medio marginal, que fue editado en Iquique en 1979 por un productor llamado Pedro Carrero. Es un misterio si existe o no esa grabación».

El disco fue producido por Pedro Carrero, quien poseía un sello en Iquique, que originalmente se llamó «Ritmolandia» y luego «Carrero Disco».
El registro no se encuentra exento de polémica, ya que el productor hizo el disco con las canciones grabadas por el grupo para el documental, pero con respecto a su calidad, Eduardo Gatti opina:

«En cuanto a producción, es un registro que deja mucho que desear.».

Los registros del lado «B» son reediciones de temas antiguos, publicados en los álbumes Blops y Del volar de las palomas.

## Lista de canciones
Toda la música compuesta por Los Blops, salvo que se indique lo contrario. 
| Lado A |                               |                   |          |  |
| N.º    | Título                        | Música            | Duración |  |
| 1.     | «Zapatitos floreados»         | Juan Pablo Orrego |          |  |
| 2.     | «Huacas del sol y de la luna» | Eduardo Gatti     |          |  |
| 3.     | «El loco»                     | Juan Pablo Orrego |          |  |
| 4.     | «Sambaye»                     | Juan Pablo Orrego |          |  |
| 5.     | «Bailecito»                   |                   |          |  |

Toda la música compuesta por Los Blops, salvo que se indique lo contrario. 
| Lado B |                         |                   |          |  |
| N.º    | Título                  | Música            | Duración |  |
| 1.     | «La mañana y el jardín» | Juan Pablo Orrego |          |  |
| 2.     | «Nieblas»               | Eduardo Gatti     |          |  |
| 3.     | «Maquinaria»            | Juan Pablo Orrego |          |  |
| 4.     | «Machulenco»            | Julio Villalobos  |          |  |
| 5.     | «Valle de los espejos»  | Eduardo Gatti     |          |  |

## Músicos

### Los Blops
- Eduardo Gatti – Guitarra, Teclados, Voz
- Juan Pablo Orrego – Bajo, Xilófono, Voz
- Jaime Labarca - Percusión